# Сука-Макмуе
Сука Макмуе (індон. Suka Makmue) — район в Індонезії. Він розташований у провінції Нанггрое Ачех Даруссалам, у західній частині країни, за 1,600 км на північний захід від Джакарти, столиці країни.
Територія навколо Kecamatan Suka Makmue майже вкрита лісом. Навколо Kecamatan Сука Макмуе проживає близько 18 людей на квадратний кілометр. Клімат тропічний. Середня температура 23 °C. Найжаркіший місяць — вересень, 24 числа, а найхолодніше 22 грудня. Середня кількість опадів становить 3,355 міліметрів на рік. Найвологішим місяцем є листопад, де за місяць випадає 431 міліметр опадів, а найсухішим – липень, та 133 міліметри.